# Haltemprice
Haltemprice var en civil parish från 1858 till 1974. i grevskapet East Riding of Yorkshire, i England. Civil parish hade 42 386 invånare år 1961. Haltemprice var ett distrikt från 1935 till 1974 då den blev en del av Beverley.